# چارلز جکسون (بازیکن بسکتبال)
چارلز جکسون (انگلیسی: Charles Jackson؛ زادهٔ ۲۲ مهٔ ۱۹۹۳) بازیکن بسکتبال اهل ایالات متحده آمریکا است.